# Anvin
Anvin is een gemeente in het Franse departement Pas-de-Calais (regio Hauts-de-France) en telt 833 inwoners (2005). De plaats maakt deel uit van het arrondissement Arras. In de gemeente ligt spoorwegstation Anvin.

## Geografie
De oppervlakte van Anvin bedraagt 7,8 km², de bevolkingsdichtheid is 106,8 inwoners per km².
De onderstaande kaart toont de ligging van Anvin met de belangrijkste infrastructuur en aangrenzende gemeenten.

## Demografie
Onderstaande figuur toont het verloop van het inwonertal (bron: INSEE-tellingen).